# Herbert Dinhof
Herbert Dinhof (* 16. Oktober 1933; † 31. März 2011) war ein österreichischer Politiker (SPÖ) im Wiener Landtag und Gemeinderat. Besonders aktiv war er im Bereich der Gesundheits- und Sozialpolitik.

## Leben
In seiner Jugend wurde Dinhof in seinem Heimatbezirk Penzing politisch aktiv. Nach Ende des Zweiten Weltkrieges trat den Roten Falken und 1947 der SPÖ sowie der Sozialistischen Jugend bei. Von letzterer wurde er später der Wiener Obmann. 1969 erfolgte seine Wahl in den Wiener Gemeinderat, dem er bis 1995 angehörte. In dieser Zeit wurde er 1989 dessen Zweiter Vorsitzender und fungierte von 1991 bis 1995 als dessen Erster Vorsitzender. Er ersetzte hierbei Ernst Outolny, der zum 2. Landtagspräsidenten gewählt worden war. Des Weiteren war er über zwei Jahrzehnte Geschäftsführer des damaligen Kuratoriums „Wiener Pensionistenheime“. Von 1971 bis 1995 war Dinhof der Vorsitzende der SPÖ Penzing.
Neben der Politik war Dinhof ehrenamtlicher Vorsitzender der Volkshochschule Penzing, Vizepräsident des Kuratoriums der Österreichisch-Chinesischen Gesellschaft sowie von 1997 bis 2008 Präsident des Wiener Schachverbandes. Später wurde er dessen Ehrenpräsident. Die Schauspielerin Petra Dinhof ist seine Tochter.

## Auszeichnungen
Er erhielt das Goldene Ehrenzeichen für Verdienste um das Land Wien, das Silberne Ehrenzeichen für Verdienste um die Republik Österreich und 1995 die Viktor-Adler-Plakette der SPÖ.